# 推銷員之死 (1951年電影)
《推銷員之死》（英語：Death of a Salesman）是拉斯洛·拜奈代克執導、1951年上映的一部美國劇情片，改編自同名劇作。它共獲得四個金球獎和一個沃爾庇杯最佳男演員獎，此外還獲得五個奧斯卡獎提名。

## 爭議
在《推銷員之死》上映前，哥倫比亞影業還發佈了一個十分鐘的短片《推銷員的一生》（Career of a Salesman），描述的是片方認為的典型的、成功的美國推銷員。此舉是為了避免反美國夢的《推銷員之死》引發觀眾不滿。但是劇本原作者亞瑟·米勒威脅哥倫比亞影業如果不把這部短片撤下，就要狀告該公司。最終哥倫比亞影業妥協。
米勒認為《推銷員的一生》是對他作品的侮辱，他說：“你要是覺得這片可恥那還拍它幹嘛？如果它沒意思，觀眾站起來走人就可以了呀”。雖然米勒最終如願以償，但是正如哥倫比亞公司預料的一樣，因為《推銷員之死》描述的美國夢的破裂在那個年代太具衝擊性，很多人都沒有去看這部電影，使得它在商業上遭遇滑鐵盧。

## 外部連接
- 互联网电影数据库（IMDb）上《Death of a Salesman》的资料（英文）
- 豆瓣电影上《推銷員之死》的資料 （简体中文）
- 爛番茄上《Death of a Salesman》的資料（英文）
- AllMovie上《Death of a Salesman》的资料（英文）
- YouTube上的Death of a Salesman (1951) film clip